# 津波恒徳
津波 恒徳（つは こうとく、1927年 - ）は、沖縄県出身の沖縄民謡歌手、三線奏者で、「ちぶみ」、「二人が仲」などの作曲作品でも知られる。

## 生い立ち
1927年、読谷村長浜に生まれる。父は野村流古典音楽の師範、叔父は玉城流舞踊の師範であり、物心つくころから三線が弾けたという。戦時下、15歳のときに集団就職により大阪へ赴き、紡績工場で働くが、きつい仕事に耐えられず、親戚を頼って大阪や長崎を転々とした。

## 民謡歌手
第二次世界大戦の終戦時に18歳であった津波は、民謡を志し、1948年に沖縄へ戻った。津波は、故郷の読谷村で理容所を営みながら、知名定繁に師事し、古典音楽や昔歌の発掘に取り組んだ。
やがてラジオやテレビの番組などに出演するようになり、のど自慢荒らしや、登川誠仁、喜納昌永との民謡ショーなどの活動で名を上げた。また、1959年には、石原節子とのデュエット曲「ひじ小節」でレコードデビューした。
その後は、後進の指導にも取り組み、金城実や古謝美佐子、松田永忠
、松田弘一らを育て、また、自らの流派として恒弦会を開き、琉球民謡保存会会長なども務めた。なお、松田永忠は恒徳の従弟にあたる。
1999年からは、息子である津波恒英や、嘉手苅林次とともに、「ゴーヤー・トーンズ」としての活動も行った。

## ディスコグラフィ
- 与論ラッパ節（1998年）
- シンガポール小（2000年）